# Aeroportul Municipal Ignace
Aeroportul Municipal Ignace (IATA: ZUC, ICAO: CZUC) este un aeroport din Ontario, Canada.
Situat la o altitudine de 437 m, aeroportul dispune de o singură pistă.